# Georges Pontier
Georges Paul Pontier (Lavaur, 1 mei 1943) is een Frans geestelijke en een aartsbisschop van de Rooms-Katholieke Kerk.
Pontier werd op 3 juli 1966 tot priester gewijd. Op 2 februari 1988 werd hij benoemd tot bisschop van Digne. Zijn bisschopswijding vond plaats op 20 maart 1988.
Op 5 augustus 1996 werd Pontier benoemd tot bisschop van La Rochelle. Op 12 mei 2006 werd hij benoemd tot aartsbisschop van het aartsbisdom Marseille, als opvolger van Bernard Panafieu die met emeritaat was gegaan.
- Bibliothèque nationale de France: cb12441494g (data)
- International Standard Name Identifier: 0000 0003 6254 7629
- Système universitaire de documentation: 033558809
- Virtual International Authority File: 226732548